# Poplata
Die Poplata, auch Popplata, war ein Längenmaß in Curzola (Dalmatien, Teil des Erzherzogtums Österreich) und entsprach der Rute.
- 1 Poplata = 2,521078 Meter

Das Flächenmaß, die Ausdehnung der Länge Poplata nach zwei Seiten, war Poplata quadrate.
Die Fläche daraus war:
- 144 Poplate quadrate = 1 Gognale = 9,152 Ar